# Robinow-Syndrom
Das Robinow-Syndrom ist ein sehr seltenes angeborenes Fehlbildungssyndrom, das durch einen großen Hirnschädel bei kleinem Gesicht (wie bei einem Fetus), Kleinwuchs und verkürzte Unterarme sowie bei Knaben durch einen Mikropenis gekennzeichnet ist.
Synonyme sind: Robinow-Silverman-Smith-Syndrom; Robinow-Kleinwuchs; Robinow-Zwergwuchs; Fetal face-Syndrom; Akrale Dysostose – Gesichts- und Genitalanomalien; Mesomeler Kleinwuchs-kleine Genitalien-Syndrom; englisch Robinow-Silverman syndrome; Fetal face; costovertebral segmentation defect with mesomelia (veraltet).
Erstbeschreiber war 1969 der deutsch-US-amerikanische Humangenetiker Meinhard Robinow (* 1909), zusammen mit dem US-amerikanischen Kinderradiologen Frederic Noah Silverman (1914–2006) und Hugo D. Smith.

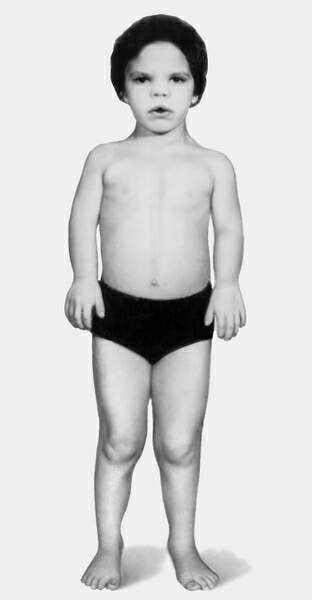
Kleinkind mit Robinow-Syndrom

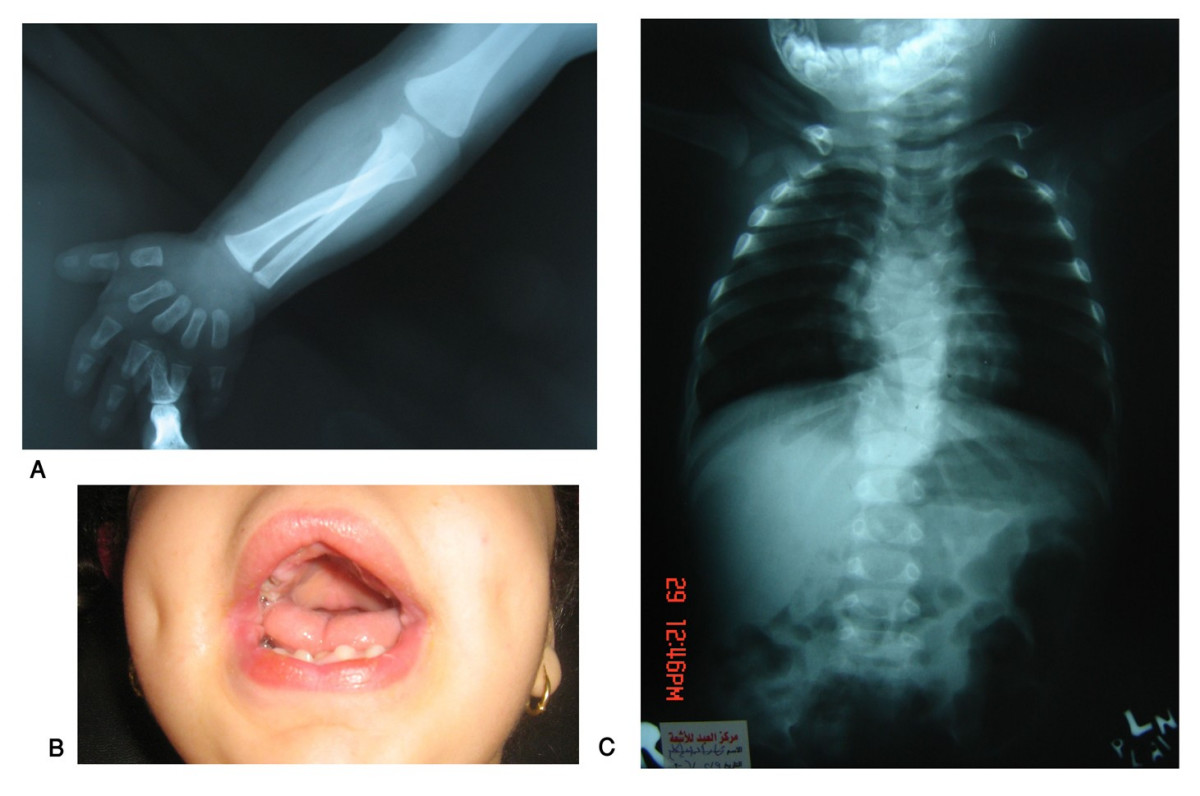
Röntgenbild des Armes mit Mesomelie und Brachydaktylie (A), Gingivahyperplasie (B) und Röntgen Thorax/Abdomenübersicht mit Halbwirbel und Blockwirbel (C)

Das Robinow-ähnliche Syndrom, Synonym: Saal-Greenstein-Syndrom, wird dem Peters-Plus-Syndrom zugeordnet.
Nicht zu verwechseln ist das Robinow-Sorauf-Syndrom, eine Variante des Saethre-Chotzen-Syndroms.

## Vorkommen
Die Häufigkeit wird mit 1:500.000 angegeben, bislang sind etwa 200 Fallbeschreibungen in der medizinischen Literatur bekannt.

## Einteilung
Je nach Vererbungsmodus können zwei Hauptformen unterschieden werden:
- autosomal-dominante Form, milde verlaufend[6]
- autosomal-rezessive Form, Synonyme: COVESDEM-Syndrom, RRS, ausgeprägter verlaufend[7]

## Ursache
Der rezessiven Form liegen Mutationen im ROR2-Gen auf Chromosom 9 Genort q22.31 zugrunde.
Bei der dominanten Form können je nach zugrunde liegender Mutation folgende Typen unterschieden werden:
- Typ 1, Mutationen im WNT5A-Gen auf Chromosom 3 an p14.3[9]
- Typ 2, Mutationen im DVL1-Gen auf Chromosom 1 an p36.33[10]
- Typ 3, Mutationen im DVL3-Gen auf Chromosom 3 an q27.1[11]

In der ICD-10 wird es unter "Angeborene Fehlbildungssyndrome, die vorwiegend mit Kleinwuchs einhergehen" als Q87.1 mit eingeordnet.

## Klinische Erscheinungen
Das Syndrom kann in sehr unterschiedlicher Ausprägung auftreten.
Klinische Kriterien sind:
- Krankheitsbeginn als Neugeborenes oder als Kleinkind
- Kleinwuchs überwiegend nachgeburtlich, Erwachsenengröße an der unteren Norm
- Gesichtsauffälligkeiten mit prominenter Stirn, Hypertelorismus, Mittelgesichtshypoplasie, breitem Nasenrücken, kurzer aufgeworfener Nase, Makroglossie
- unregelmäßige Zahnstellungen
- mesomele (oder mesoakromele) Dysplasie der Gliedmaßen mit Brachydaktylie, Klinodaktylie
- Gingivahyperplasie
- Hypoplasie des männlichen Genitale, verminderte Fertilität, im weiblichen Geschlecht kleine Schamlippen, normale Fruchtbarkeit

Hinzu kommen in 75 % Defekte der Wirbelsäule mit Halbwirbeln, Skoliose.
Fast nur bei der rezessiven Form auch Rippenfusionen.
Die Erkrankung ist assoziiert mit Ohrentzündungen, Hörverlust, Entwicklungsverzögerung, Atemwegserkrankungen, Muskelhypotonie und Trinkschwierigkeiten.

## Diagnostik
Zur Diagnose führen das klinische Bild und das charakteristische Gesicht ('fetal face') der Patienten zusammen mit den radiologischen Veränderungen.

## Differentialdiagnostik
Abzugrenzen sind das Aarskog-Syndrom, das Hypertelorismus-Hypospadie-Syndrom und die Spondylokostale Dysostose, auch die Omodysplasie.